# ハンガリー功労勲章騎士十字章

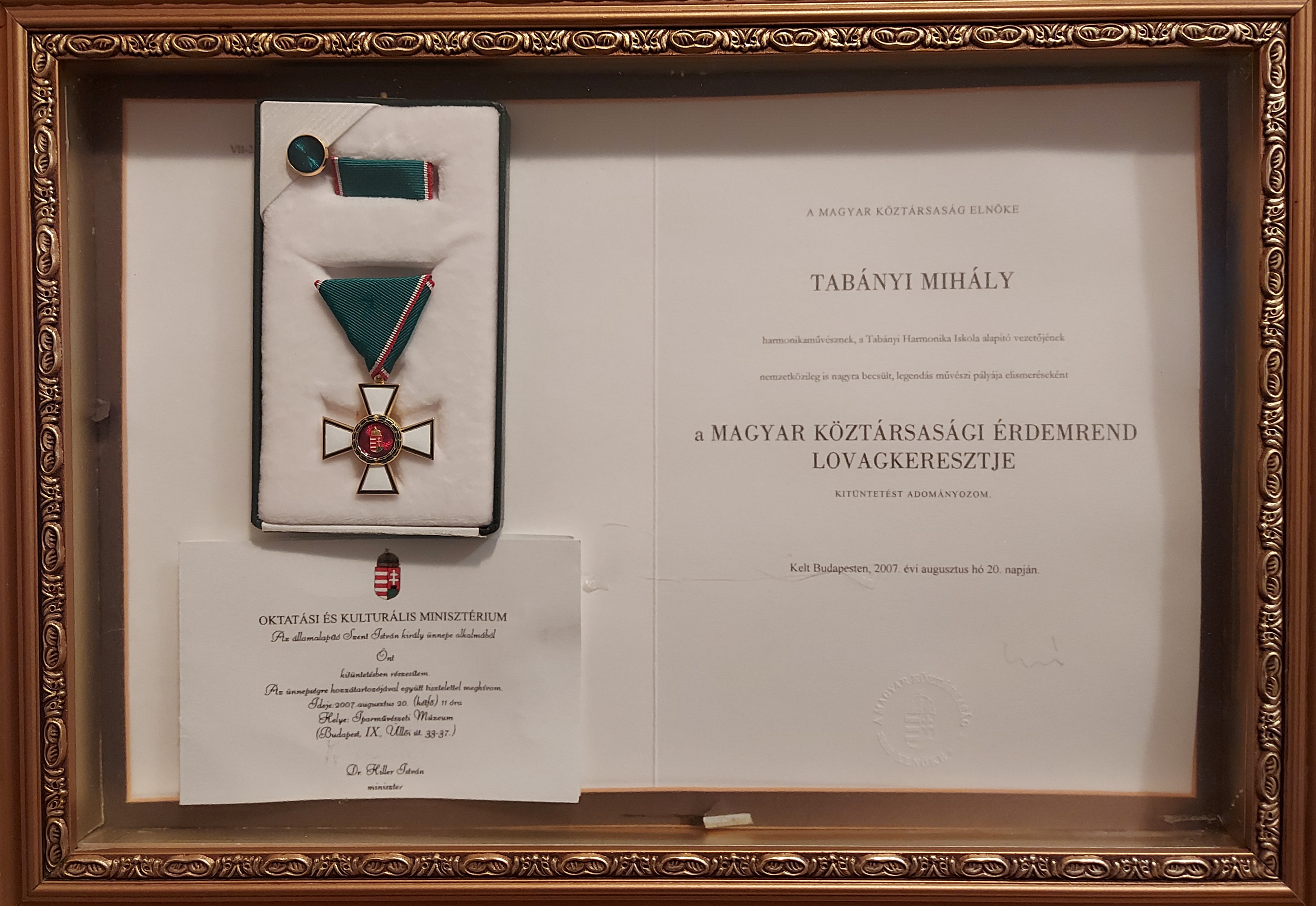
ハンガリー功労勲章騎士十字章

ハンガリー功労勲章騎士十字章（ハンガリーこうろうくんしょうきしじゅうじしょう、A Magyar Érdemrend lovagkeresztje）は、1991年からハンガリー人が授与できる最高の栄誉である。

ハンガリー功労騎士十字章の幅 40mm のリボン

1991 年と 2000 年まで認められていたこの賞は、法律により「ハンガリー共和国小十字勲章」と改名され、存在しなくなった。
ハンガリー功労勲章騎士十字章を授与された者は、自らを対応する国家の所有者と称される権利を与えられる。

## 受賞者

赤と緑が反転したハンガリー功労騎士十字章の幅 40mm のリボン

「ハンガリー功労勲章騎士十字章受賞者の一覧」を参照